# The Amateur Gentleman
The Amateur Gentleman é um filme de drama britânico de 1920, dirigido por Maurice Elvey e estrelado por Langhorn Burton, Madge Stuart e Cecil Humphreys.
É uma adaptação do romance homônimo de Jeffery Farnol.